# 南宁冬青
南宁冬青（学名：Ilex nanningensis）是冬青科冬青属的植物，为中国的特有植物。分布于中国大陆的广东、广西、海南等地，生长于海拔600米的地区，多生在山地林中以及山坡混交林中，目前已由人工引种栽培。